# Schloss Köben

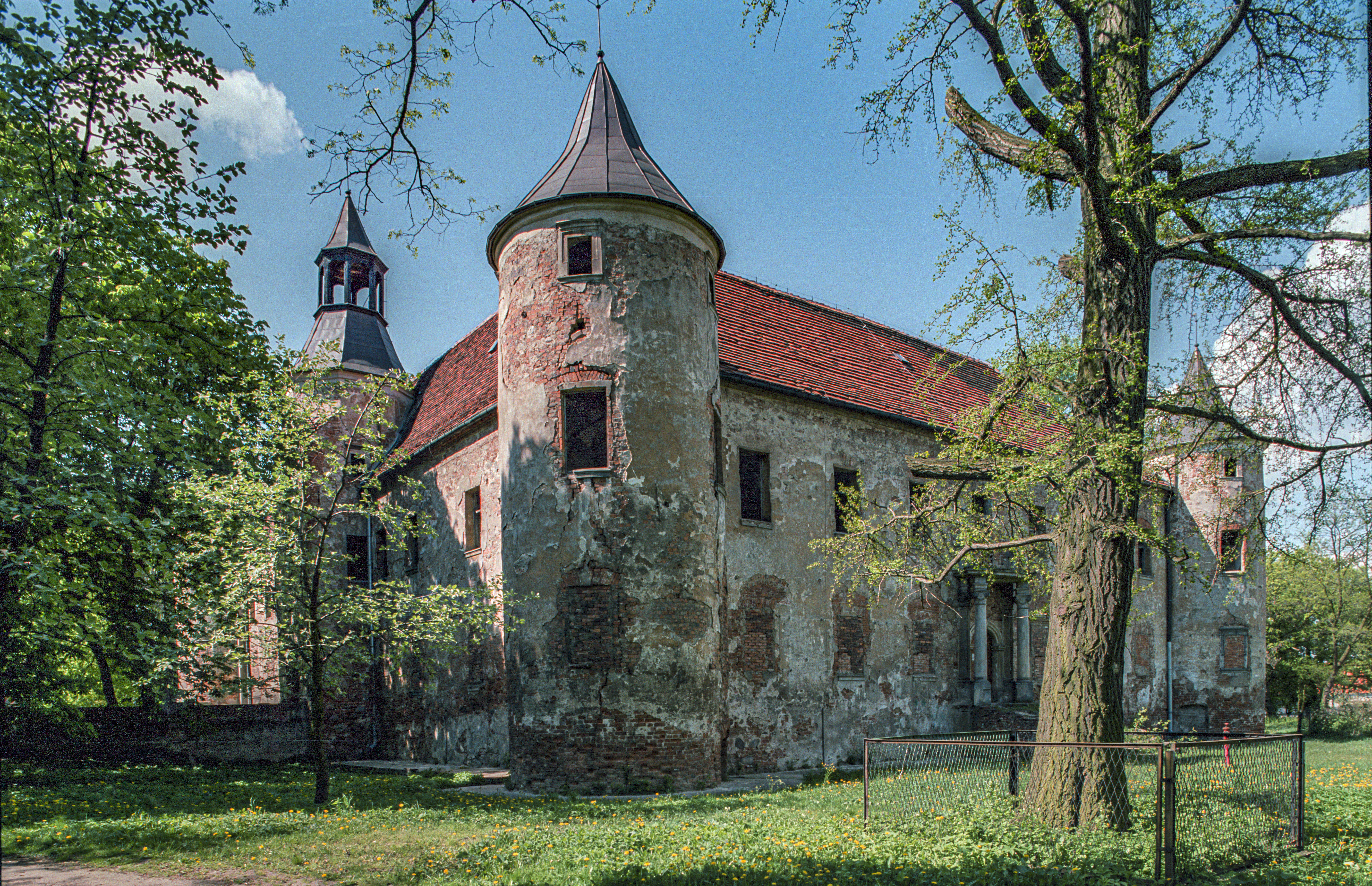
Schloss Köben

Schloss Köben (polnisch Zamek w Chobieni) ist ein Renaissanceschloss in Chobienia im Powiat Lubiński in der polnischen Woiwodschaft Niederschlesien. Historisch lag das Schloss im Landkreis Wohlau.

## Geschichte
Der Ort liegt an einem alten Flussübergang im Durchbruch der Oder durch den nordschlesischen Landrücken. Für 1258 ist eine herzogliche Burg zur Sicherung dieses Flussübergangs belegt, die damals in Besitz der von Dohna, ab 1504 in Besitz der von Kottwitz war. Diese ließen um 1580 unter Verwendung von Mauerteilen der Burg ein Renaissanceschloss errichten. Anfang des 17. Jahrhunderts erhielt das Schloss durch Umbauten seine heute erhaltene Gestalt, wurde aber unter den von Nostitz im 18. Jahrhundert nochmals umgebaut.
1905 wurde das Schloss von Wolfgang Graf von Saurma-Jeltsch neu ausgestattet, fiel jedoch 1932 in Besitz der Gemeinde und wurde im Zweiten Weltkrieg vom Reichsarbeitsdienst requiriert.
Ab den 1970er Jahren wurde das Schloss entkernt, um es für Verwaltungszwecke zu nutzen. Dies unterblieb jedoch und das Gebäude stand leer, bis es von Privaten instand gesetzt wurde.

## Bauwerk
Das Schloss ist zweigeschossig mit vier um einen kleinen, länglichen Innenhof gruppierten Flügeln. Drei Ecken werden von zylindrischen mit Kegeldächern gedeckten Türmen gebildet. Das barocke Säulenportal des Hauptzugangs an der Ostseite weist auf Carl Sigismund von Gellhorn hin. Auf der Westseite zeigt ein neobarockes Gartenportal das Wappen der von Saurma-Jeltsch.